# Toral Rasputra
Toral Rasputra sinh ngày 9 tháng 9 năm 1987 tại thành phố Mumbai, Maharashtra, là diễn viên truyền hình Ấn Độ.
Rasputra bắt đầu sự nghiệp của mình với quảng cáo cho các thương hiệu như Amul và Shoppers Stop.
Cô xuất hiện trong Dhoom Dhoom Machaao nơi cô đóng vai Priyanka Sethi và vai Raima trong phim Yahan Ke Hum Sikandar. Sau đó, cô đóng vai Isha trong Ek Nayi Chhoti Si Zindagi.
Sau đó, cô bắt đầu đóng vai Anandi  trong phim Cô dâu 8 tuổi.

## Phim truyền hình
- 2007-08 Dhoom Machaao Dhoom vai Priyanka
- 2007-08 Yahan Ke Hum Sikandar vai Raima
- 2007 Risshton Ki Dor vai Shaina
- 2009-11 Kesariya Balam Aavo Hamare Des - Nỗi lòng nàng dâu vai Rasal
- 2011 Ek Nayi Chhoti Si Zindagi vai Isha
- 2013–2016 Balika Vadhu - Cô dâu 8 tuổi vai Anandi Shivraj Shekhar
- 2014 Jhalak Dikhhla Jaa - khách mời
- 2015 Comedy Nights Bachao - khách mời
- 2016 Box Cricket League - mùa 2 - thí sinh
- 2016 Comedy Nights Live vai khách mời
- 2016 Rang De Colors vai Anandi
- 2016 Sasural Simar Ka - Cuộc chiến những nàng dâu vai Anandi (khách mời)
- 2017 ' ' Meresai ' ' vai Bayzama
- 2019 " Udaan " vai Chakor - Đôi cánh tự do (thay thế diễn viên Meera Deosthale)/ vai Anandi (khách mời)

## Thư viện ảnh
- Tập_tin:Toral_Rasputra.jpg

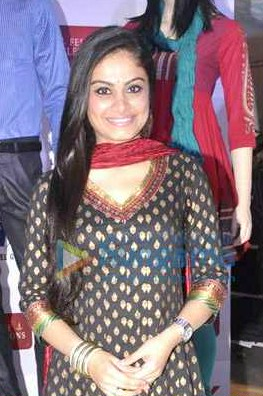
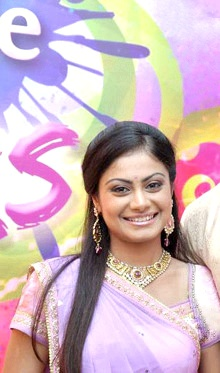
Tập_tin:Toral_and_Siddharth_cropped_toral.jpgToral and Siddharth